# Estrado (arquitetura)
Um estrado é qualquer plataforma elevada localizada dentro ou fora de uma sala ou gabinete, muitas vezes para ocupação digna,  como na frente de uma sala de conferências ou santuário.
Historicamente, o estrado era uma parte do andar no final de um hall medieval, erguido um degrau acima do resto da sala. Lá o senhor jantava com seus amigos, à parte dos servos. Posteriormente, também o Mestre da família ou da assembléia (como poderia ser, o senhor da mansão, Mestre de uma Faculdade, Fraternidade ou Casa Conventual) jantava com seus sócios seniores e convidados na Mesa alta, enquanto os demais ocupavam a área inferior da sala. Nos salões médios, geralmente havia uma profunda janela de baía em um ou em cada extremidade do estrado, que deveria ser para aposentadoria ou maior privacidade do que o salão aberto poderia proporcionar.
A área do dais geralmente tinha sua própria porta para a admissão das câmaras do mestrado, enquanto o acesso para a generalidade era de uma entrada para a área principal do corredor.
Nos desfiles militares, o estrado é a plataforma levantada, às vezes coberta, de onde as tropas são revistas, abordagens feitas e saudações tomadas. Também pode ser com escadas e um trono.